# Buccinidae
Buccinidae zijn een grote familie van weekdieren die behoort tot de klasse der Gastropoda (buikpotigen of slakken) en die de wulken en de noordhorens omvat.

## Kenmerken
De dieren van deze familie hebben een vaak grote, kegel- tot spoelvormige horen. De windingen zijn vaak aan de bovenzijde min of meer geschouderd. De schelp vertoont een siphokanaal. Dit is vaak verlengd en al dan niet gebogen maar kan ook kort en stomp zijn. De columella vertoont geen plooien en is meestal glad. Het schelpoppervlak heeft een radiaire sculptuur of spiraalribben. De radiaire ribben hebben vaak schouderknobbels.

## Leefwijze
Het zijn carnivore slakken en zijn in de meeste gevallen aaseters. Een aantal soorten, zoals deze uit het genus Cominella, kan ook andere mollusken aanboren.

## Voortplanting
De seksen zijn gescheiden. De eieren worden gelegd in kleine, lensvormige capsules, ongeveer 10 mm lang, die tot een sponzige massa met een diameter van 50 tot 100 mm aan elkaar zijn gelijmd. Het gezamenlijk vrijlaten van broedsels resulteert in enorme eimassa's van miljoenen eieren.

## Verspreiding en leefgebied
De familie leeft verspreid over alle zeegebieden, van tropische tot meer gematigde en koude streken. Er leven ook diverse soorten in het noordpoolgebied, vaak in dieper water. In de Europese zeeën zijn meer dan 50 soorten vermeld, waaronder:
- Buccinum undatum (Wulk)
- Neptunea antiqua (Noordhoren)
- Colus gracilis (Slanke Noordhoren)
- Colus jeffreysianus (Gezwollen Slanke Noordhoren)
- Colus islandicus (IJslandse Slanke Noordhoren)
- Chauvetia brunnea en
- Pisania striata.

## Taxonomie
De familie is als volgt onderverdeeld:
- Onderfamilie Buccininae Rafinesque, 1815
  - Tribus Ancistrolepidini Habe & Sato, 1973
  - Tribus Buccinini Rafinesque, 1815
  - Tribus Buccinulini Finlay, 1928
  - Tribus Colini Gray, 1857
  - Tribus Cominellini Gray, 1857
  - Tribus Liomesini P. Fischer, 1884
  - Tribus Parancistrolepidini Habe, 1972
  - Tribus Prosiphonini Powell, 1951
  - Tribus Volutopsiini Habe & Sato, 1973
- Onderfamilie Beringiinae Golikov & Starobogatov, 1975
- Onderfamilie Busyconinae Wade, 1917 (1867)
  - Tribus Busyconini Wade, 1917 (1867)
  - Tribus Busycotypini Petuch, 1994
- Onderfamilie Donovaniinae Casey, 1904
- Onderfamilie Pisaniinae Gray, 1857
- Onderfamilie Siphonaliinae Finlay, 1928

## Onderfamilies en genera
- Buccininae Rafinesque, 1815
  -     - Geslacht Ancistrolepsis
    - Geslacht Anomalosipho
    - Geslacht Aulacofusus
    - Geslacht Babylonia
    - Geslacht Belomitra
    - Geslacht Beringius
    - Geslacht Buccinulum
    - Geslacht Buccinum
    - Geslacht Burnupena
    - Geslacht Colicryptus
    - Geslacht Colus
    - Geslacht Kryptos
    - Geslacht Latisipho
    - Geslacht Liomesus
    - Geslacht Mohnia
    - Geslacht Neptunea
    - Geslacht Penion
    - Geslacht Plicifusus
    - Geslacht Rhetimonia
    - Geslacht Siphonalia
    - Geslacht Siphonorbis
    - Geslacht Tacita
    - Geslacht Troschelia
    - Geslacht Turrisipho
    - Geslacht Volutharpa
- Photinae J.E. Gray, 1857
  -     - Geslacht Cominella
    - Geslacht Hindsia
    - Geslacht Nicema
    - Geslacht Northia
    - Geslacht Phos
    - Geslacht Searlesia
    - Geslacht Trajana
- Pisaniinae Tryon, 1881
  -     - Geslacht Bartschia
    - Geslacht Caducifer
    - Geslacht Cantharus
    - Geslacht Chauvetia
    - Geslacht Colubraria
    - Geslacht Crassicantharus
    - Geslacht Ecmanis
    - Geslacht Jeannea
    - Geslacht Metula
    - Geslacht Pisania
- Volutopsiinae Habe et Sato, 1972
  -     - Geslacht Pyrulofusus
    - Geslacht Volutopsius

## Taxonomie volgens WoRMS

### Geslachten
- Aeneator Finlay, 1926
- Afer Conrad, 1858
- Afrocominella Iredale, 1918
- Aidemofusus Kosyan & Kantor, 2013
- Ameranna Landau & Vermeij, 2012
- Americominella Klappenbach & Ureta, 1972
- Ancistrolepis Dall, 1895
- Anna Risso, 1826
- Anomacme Strebel, 1905
- Anomalisipho Dautzenberg & H. Fischer, 1912
- Antarctodomus Dell, 1972
- Antarctoneptunea Dell, 1972
- Antistreptus Dall, 1918
- Aplus De Gregorio, 1885
- Aulacofusus Dall, 1918
- Austrocominella Ihering, 1907 †
- Austrofusus Kobelt, 1879
- Bailya M. Smith, 1944
- Bathyancistrolepis Habe & Ito, 1968
- Bathybuccinum Golikov & Sirenko, 1989
- Bathydomus Thiele, 1912
- Bayerius Olsson, 1971
- Beringius Dall, 1887
- Buccinulum Deshayes, 1830
- Buccinum Linnaeus, 1758
- Buccipagoda Ponder, 2010
- Burnupena Iredale, 1918
- Caducifer Dall, 1904
- Calagrassor Kantor, Puillandre, Fraussen, Fedosov & Bouchet, 2013
- Calliloncha Lus, 1978
- Cancellopollia Vermeij & Bouchet, 1998
- Cantharus Röding, 1798
- Cavineptunea Powell, 1951
- Chauvetia Monterosato, 1884
- Chickcharnea Petuch, 2002
- Chlanidota Martens, 1878
- Chlanidotella Thiele, 1929
- Chlanificula Powell, 1958
- Clinopegma Grant & Gale, 1931
- Clivipollia Iredale, 1929
- Colus Röding, 1798
- Cominella Gray, 1850
- Corneobuccinum Golikov & Gulbin, 1977
- Crassicantharus Ponder, 1972
- Dianthiphos Watters, 2009
- Drepanodontus Harasewych & Kantor, 2004
- Eclectofusus Fraussen & Stahlschmidt, 2013
- Egotistica Marwick, 1934 †
- Engina Gray, 1839
- Enginella Monterosato, 1917
- Enigmaticolus Fraussen, 2008
- Enzinopsis Iredale, 1940
- Eosipho Thiele, 1929
- Euthrenopsis Powell, 1929
- Euthria Gray, 1850
- Euthriostoma Marche-Marchad & Brébion, 1977
- Falsilatirus Emerson & Moffitt, 1988
- Falsimohnia Powell, 1951
- Falsitromina Dell, 1990
- Fascinus Hedley, 1903
- Fax Iredale, 1925
- Fusinella Thiele, 1917
- Fusipagoda Habe & Ito, 1965
- Gaillea Kantor, Puillandre, Fraussen, Fedosov & Bouchet, 2013
- Gemophos Olsson & Harbison, 1953
- Germonea Harasewych & Kantor, 2004
- Glaphyrina Finlay, 1926
- Glypteuthria Strebel, 1905
- Godfreyena Iredale, 1934
- Habevolutopsius Kantor, 1983
- Helicofusus Dall, 1916
- Hesperisternia J. Gardner, 1944
- Janiopsis Rovereto, 1899 †
- Japelion Dall, 1916
- Japeuthria Iredale, 1918
- Jerrybuccinum Kantor & Pastorino, 2009
- Kelletia Bayle in P. Fischer, 1884
- Kryptos Dautzenberg & H. Fischer, 1896
- Latisipho Dall, 1916
- Liomesus Stimpson, 1865
- Lirabuccinum Vermeij, 1991
- Loochooia MacNeil, 1961
- Lusitromina Harasewych & Kantor, 2004
- Lussivolutopsius Kantor, 1983
- Lyrofusus de Gregorio, 1880 †
- Manaria E. A. Smith, 1906
- Meteuthria Thiele, 1912
- Micrologus Fraussen & Rosado, 2011
- Minioniella Fraussen & Stahlschmidt, 2016
- Mohnia Friele, 1879
- Monostiolum Dall, 1904
- Muffinbuccinum Harasewych & Kantor, 2004
- Nassicola Finlay, 1924 †
- Neancistrolepis Habe & Sato, 1972
- Neobuccinum E. A. Smith, 1879
- Neptunea Röding, 1798
- Nicema Woodring, 1964
- Ornatoconcha Lus, 1987
- Ovulatibuccinum Golikov & Sirenko, 1989
- Pangoa Marwick, 1931 †
- Parabuccinum Harasewych, Kantor & Linse, 2000
- Paracalliloncha Lus, 1987
- Paracominia Powell & Bartrum, 1929
- Parancistrolepis Azuma, 1965
- Pararetifusus Kosuge, 1967
- Pareuthria Strebel, 1905
- Parficulina Powell, 1958
- Penion P. Fischer, 1884
- Phaenomenella Fraussen, 2006
- Pisania Bivona-Bernardi, 1832
- Plicibuccinum Golikov & Gulbin, 1977
- Plicifusus Dall, 1902
- Pollia Gray, 1834
- Pomahakia Finlay, 1927 †
- Preangeria K. Martin, 1921
- Probuccinum Thiele, 1912
- Prodotia Dall, 1924
- Proneptunea Thiele, 1912
- Prosipho Thiele, 1912
- Pseudofax Finlay & Marwick, 1937 †
- Pseudoliomesus Habe & Sato, 1973
- Pseudoneptunea Kobelt, 1882
- Ptychosalpinx Gill, 1867
- Pusio Gray, 1833
- Pyrulofusus Mörch, 1869
- Retifusus Dall, 1916
- Retimohnia McLean, 1995
- Savatieria Rochebrune & Mabille, 1885
- Searlesia Harmer, 1914 †
- Serratifusus Darragh, 1969
- Siphonalia A. Adams, 1863
- Solenosteira Dall, 1890
- Speccapollia Fraussen & Stahlschmidt, 2016
- Spikebuccinum Harasewych & Kantor, 2004
- Steye Faber, 2004
- Strebela Kantor & Harasewych, 2013
- Sulcosinus Dall, 1895
- Tacita Lus, 1971
- Tasmeuthria Iredale, 1925
- Thalassoplanes Dall, 1908
- Thermosipho Kantor, Puillandre, Fraussen, Fedosov & Bouchet, 2013
- Thysanobuccinum Golikov & Gulbin in Golikov, 1980
- Troschelia Mörch, 1876
- Truncaria A. Adams & Reeve, 1850
- Turrisipho Dautzenberg & H. Fischer, 1912
- Turrivolutopsius Tiba & Kosuge, 1979
- Volutharpa P. Fischer, 1856
- Volutopsion Habe & Ito, 1965
- Volutopsius Mörch, 1857
- Zelandiella Finlay, 1926 †